# Mistrovství Evropy ve fotbale žen 1995
Mistrovství Evropy ve fotbale žen 1995 bylo šestým ročníkem tohoto turnaje. Vítězem se stala německá ženská fotbalová reprezentace.

## Kvalifikace
Hlavní článek: Kvalifikace na Mistrovství Evropy ve fotbale žen 1995
Celkem 29 týmů bylo rozlosováno do osmi skupin po třech, resp. čtyřech týmech. Ve skupinách se utkal každý s každým dvoukolově (doma a venku). Vítězové jednotlivých skupin postoupili do čtvrtfinále hraného systémem doma a venku. Čtveřice vítězů postoupila do semifinále hraného opět systémem doma a venku. Dva vítězové postoupili na závěrečný turnaj.

### Semifinále
| 11. prosince 1994 |     |         |                 |
| Anglie            | 1:4 | Německo | Watford, Anglie |
|                   |     |         | Watford, Anglie |

| 23. února 1995 |     |        |                 |
| Německo        | 2:1 | Anglie | Bochum, Německo |
|                |     |        | Bochum, Německo |

Německo zvítězilo celkovým skóre 6:2 a postoupilo do finále.
| 26. února 1995 |     |         |                      |
| Norsko         | 4:3 | Švédsko | Kristiansand, Norsko |
|                |     |         | Kristiansand, Norsko |

| 5. března 1995 |     |        |                    |
| Švédsko        | 4:1 | Norsko | Jönköping, Švédsko |
|                |     |        | Jönköping, Švédsko |

Švédsko zvítězilo celkovým skóre 7:5 a postoupilo do finále.

## Finále
| 26. března 1995 |     |         |                                               |
| Německo         | 3:2 | Švédsko | Fritz-Walter-Stadion, Kaiserslautern, Německo |
|                 |     |         | Fritz-Walter-Stadion, Kaiserslautern, Německo |